# Felix Stadler
Felix Stadler (ur. 27 maja 1972 w Lunz am See) – austriacki snowboardzista. Jego najlepszym wynikiem na mistrzostwach świata jest 5. miejsce w gigancie na mistrzostwach w Madonna di Campiglio. Nie startował na igrzyskach olimpijskich. Najlepsze wyniki w Pucharze Świata osiągnął w sezonie 1999/2000, kiedy to był trzeci w klasyfikacji generalnej oraz w klasyfikacjach PAR i giganta równoległego.
W 2005 r. zakończył karierę.

## Sukcesy

### Mistrzostwa Świata
| Miejsce | Dzień       | Rok  | Miejscowość          | Konkurencja       | Zwycięzca          |
| ------- | ----------- | ---- | -------------------- | ----------------- | ------------------ |
| DNF     | 13 stycznia | 1999 | Berchtesgaden        | Gigant            | Markus Ebner       |
| DSQ     | 15 stycznia | 1999 | Berchtesgaden        | Slalom równoległy | Nicolas Huet       |
| 16.     | 17 stycznia | 1999 | Berchtesgaden        | Snowboardcross    | Henrik Jansson     |
| 5.      | 22 stycznia | 2001 | Madonna di Campiglio | Gigant            | Jasey-Jay Anderson |
| 11.     | 24 stycznia | 2001 | Madonna di Campiglio | Gigant równoległy | Nicolas Huet       |
| 15.     | 26 stycznia | 2001 | Madonna di Campiglio | Slalom równoległy | Gilles Jaquet      |
| DNF     | 13 stycznia | 2003 | Kreischberg          | Gigant równoległy | Dejan Košir        |
| 29.     | 14 stycznia | 2003 | Kreischberg          | Slalom równoległy | Siegfried Grabner  |

### Puchar Świata

#### Miejsca w klasyfikacji generalnej
- 1996/1997 – 85.
- 1997/1998 – 100.
- 1998/1999 – 23.
- 1999/2000 – 3.
- 2000/2001 – 16.
- 2001/2002 – 16.
- 2002/2003 – 4.
- 2003/2004 – 11.
- 2004/2005 – –

#### Miejsca na podium
1. Bardonecchia – 8 marca 1997 (gigant) – 2. miejsce
2. Naeba – 19 lutego 1999 (gigant równoległy) – 2. miejsce
3. Berchtesgaden – 14 stycznia 2000 (gigant równoległy) – 3. miejsce
4. Berchtesgaden – 16 stycznia 2000 (slalom równoległy) – 2. miejsce
5. Gstaad – 19 stycznia 2000 (gigant) – 2. miejsce
6. Tandådalen – 26 stycznia 2000 (gigant równoległy) – 2. miejsce
7. Ischgl – 4 lutego 2000 (slalom równoległy) – 3. miejsce
8. Badgastein – 31 stycznia 2001 (slalom równoległy) – 2. miejsce
9. Sölden – 29 października 2002 (gigant równoległy) – 2. miejsce
10. Whistler – 18 grudnia 2002 (slalom równoległy) – 3. miejsce
11. Sapporo – 1 marca 2003 (slalom równoległy) – 3. miejsce

- W sumie 7 drugich i 4 trzecie miejsca.